# Роджер де Бретейль
Роджер де Бретейль (англ. Roger de Breteuil; пом. після 1087 р.) — один з перших англонормандських аристократів, граф Герефорд у 1071—1075 роках, учасник заколоту трьох графів.
Роджер був другим сином Вільяма Фіц-Осберна, одного з найближчих соратників короля Вільгельма Завойовника. Після смерті свого батька 1071 року Роджер успадкував його земельні володіння в Англії та титул графа Герефорду. Його старшому брату Гійому дістались нормандські лени батька (Бретейль і Пасі).
Роджер увійшов до англійської історії у першу чергу, як організатор заколоту трьох графів 1075 року, що вважається останньою спробою організованого супротиву нормандському завоюванню. Мотиви, через які граф Герефорд приєднався до повстання Вальтеофа та Ральфа ІІ, залишаються нез'ясованими до кінця. Відомо, що безпосередньо перед заколотом у володіннях Роджера пройшла сесія суду королівських шерифів, і, можливо граф став відчувати загрозу зі сторони державної влади зменшенням його феодальних прав та судових привілеїв. Головним ініціатором повстання, мабуть, був Ральф ІІ, граф Східної Англії, що одружився з сестрою Роджера.
Коли 1075 року змовники виступили проти короля, Вільгельм Завойовник знаходився у Нормандії. Та Роджер не зміг скористатись доброю можливістю: рух його армії був зупинений вустерширським фірдом, на чолі якого стояв Вульфстан, один з останніх англосаксонських єпископів. Скоро до країни повернувся король Вільгельм, а повстання трьох графів було придушене. Роджер був заарештований, засуджений до конфіскації володінь та титулів і ув'язнений на пожиттєвий строк до тюрми. Ліквідація графства Герефорд сильно ослабила південні частини англо-валлійського кордону і не дозволила Завойовнику завершити розбудову системи марок на рубежах Уельсу.
Після смерті Вільгельма в 1087 році, Роджера звільнили, але він уже не брав участі у політичному житті Англії.